# Dev Prayag
Dev Prayag (o Devprayag, Deoprayag) è una suddivisione dell'India, classificata come nagar panchayat, di 2.144 abitanti, situata nei distretti di Tehri Garhwal e Pauri Garhwal, nello stato federato dell'Uttarakhand. In base al numero di abitanti la città rientra nella classe VI (meno di 5.000 persone).

## Geografia fisica
La città è situata a 30° 08' 47 N e 78° 35' 54 E e ha un'altitudine di 813 m s.l.m..

## Società

### Evoluzione demografica
Al censimento del 2001 la popolazione di Dev Prayag assommava a 2.144 persone, delle quali 1.109 maschi e 1.035 femmine. I bambini di età inferiore o uguale ai sei anni assommavano a 275, dei quali 139 maschi e 136 femmine. Infine, coloro che erano in grado di saper almeno leggere e scrivere erano 1.648, dei quali 905 maschi e 743 femmine.